# Edoardo Battaglia
Edoardo Battaglia (Termini Imerese, 31 agosto 1909 – Termini Imerese, 29 gennaio 1975) è stato un politico e avvocato italiano, senatore del Partito Liberale Italiano dal 1953 al 1968.
Era amico personale del boss di Termini Imerese e consigliere comunale della Democrazia Cristiana Agostino Rubino, e contava sul voto di scambio.
Accadde che Rubino, essendo il boss rivale Santo Gaeta temporaneamente carcerato, riuscì ad ottenere il monopolio sulla vendita del ghiaccio prodotto dalla sua fabbrica alle barche da pesca, ed entrò per questo in dissidio con la moglie del Gaeta, Eleonora Cilfone, che gestiva al posto del marito gli affari di famiglia, compresa la vendita del ghiaccio destinato alla pesca. Il Rubino, dopo una falsa promessa di rendere alla Cilfone i clienti e una successiva minacciosa ingiunzione a non vendere più ghiaccio fatta alla stessa, venne una mattina affrontato per strada e colpito in viso con un nerbo dalla signora. Intervenne quindi il senatore Battaglia che, dopo una prima convocazione della Cilfone nella propria casa di Termini Imerese, si informò bene e la convocò nuovamente dopo pochi giorni, stabilendo l'assegnazione quasi monopolistica di oltre trenta barche da pesca al proprio amico Agostino Rubino, lasciandone ai Gaeta soltanto tre, indicando personalmente alla signora i nomi dei pescatori a cui vendere il ghiaccio.